# CMH et choix du partenaire sexuel
 (janvier 2011).
- Si vous ne connaissez pas le sujet, laissez ce bandeau (vous pouvez alors contacter les auteurs).
- Si vous supprimez le contenu mis en cause (vous pouvez préalablement contacter les auteurs),

argumentez précisément cette suppression dans la page de discussion
(un manque de référence n'est pas un argument ; une recherche réelle de référence doit avoir été effectuée, être formellement documentée).
Chez les Vertébrés, le complexe majeur d'histocompatibilité (CMH) est largement connu pour son rôle immunitaire dans la reconnaissance du soi et du non-soi (notamment pour ses implications dans le rejet de greffes). L'utilisation du CMH comme marqueur moléculaire dans le choix et la reconnaissance du partenaire sexuel est une autre hypothèse actuellement émise. 

## Historique
En 1975, lors d'un congrès d'immunologie, Lewis Thomas formule le début de ce qui allait devenir une théorie: l'implication du CMH dans la reconnaissance des individus. Un an après, en 1976, Kunio Yamazaki et ses collaborateurs publient un article fondateur. Il observait en effet que des souris respectivement issues de lignées consanguines et congéniques pour trois haplotypes différents montrent (mâles comme femelles) des préférences significatives pour un CMH différent du leur.
Par la suite, beaucoup d'autres laboratoires ont validé l'existence d'un tel choix du partenaire sexuel médié par un CMH différent chez ces mêmes lignées congéniques et consanguines. C'est-à-dire des souris partageant le même fond génétique et différant uniquement par leurs allèles au locus du CMH,,. Néanmoins, aucune preuve n'existe à l'heure actuelle qu'un tel choix du partenaire sexuel se produit dans les populations sauvages de souris,.
Mais d'autres arguments en faveur de la reconnaissance par le CMH chez la souris ont alors fait leur apparition. La reconnaissance réciproque parent-enfant grâce à un CMH identique et l'inversion des préférences d'un jeune adopté en faveur d'un CMH différent de celui de ses parents adoptifs et non pas du sien, comme si le choix du partenaire sexuel était déterminé par opposition de l'haplotype parental, ont permis d'avancer le concept d'empreinte familiale.

## Importance évolutive
L'utilisation de ce marqueur polymorphe pour lutter contre la consanguinité fut la première hypothèse formulée. Une autre interprétation fait référence au rôle immunologique du CMH, ce marqueur servirait à promouvoir l'hétérozygotie de la descendance afin d'augmenter sa survie,. L'idée sous-jacente est que la variabilité génétique (conférée par les différents allèles du CMH) confère une meilleure valeur sélective à la descendance et donc un avantage face à la sélection naturelle.

## Choix du partenaire sexuel

### Chez les Vertébrés
Des données récentes chez d'autres espèces sont venues enrichir ce modèle de choix du partenaire sexuel chez les Vertébrés. Ces études sont partagées quant à l'influence réelle du CMH.

### Chez l'Homme
Chez l'Homme, des études de génétique des populations ont tenté de mettre en évidence une corrélation entre couples établis et possession d'haplotypes de CMH différents dans des populations humaines de faible taille  : Hutterites et tribus sud-américaines. Autant on trouve une corrélation chez les premiers, mais pas chez les deuxièmes. Une étude récente de Raphaëlle Chaix et de ces collaborateurs revisite cette question avec la puissance génomique de la banque de SNP humains (HapMap II) chez les populations de Mormons américains et chez les Yorubas d'Afrique. Elle trouve une corrélation positive (effet significatif du locus HLA face à l'effet total du génome) pour les Mormons seulement. Cette étude met en avant l'importance de facteurs tels que l'organisation sociale et l'origine africaine des populations humaines,.

## Mécanisme moléculaire
Mais derrière toutes ces études comportementales, populationnelles et génomiques se pose la question du mécanisme de reconnaissance du CMH. 
L'hypothèse prédominante aujourd'hui est celle d'un mécanisme sensoriel olfactif ou visuel. Les travaux sur le modèle souris ont montré que l'on pouvait clairement entraîner des souris à différencier des odeurs de CMH différents dans des contextes congéniques ou non. Le concept "d'odortype" a ainsi émergé en tant qu'odeurs programmées par le génome et conférant une identité olfactive à chaque individu. Des mécanismes olfactifs impliquent ainsi la présence de peptides dérivés du CMH ou d'autre composés plus volatils, présents dans l'urine  et reconnus par les neurones de l'organe voméronasal (considéré comme un reliquat de l'évolution impliqué dans la reconnaissance des phéromones de manière inconsciente). De très bonnes études physiologiques.  ainsi que des analyses plus physiques (spectroscopie de masse, nez électronique, etc.) ont été réalisées chez la souris et l'influence exacte du CMH est encore controversée. Chez l'Homme les expériences classiques de préférences d'odeurs corporelles sont encore plus sujettes à discussion. Le lien entre CMH et phénotype attractif est quant à lui encore flou.
Le choix du partenaire lié au CMH semble donc vrai chez certains Vertébrés. Mais quelle est sa part d'influence réelle?  Est-ce un paradigme généralisable? L'identification d'un mécanisme moléculaire permettrait de répondre à cette question mais il semble que le CMH n'explique pas à lui seul l'identité olfactive et phénotypique des individus. Les études futures, avec les apports récents du sequençage, devront donc s'attacher à généraliser au modèle Vertébré l'effet réel du CMH (sans pour autant tomber dans le "tout génétique") et à poursuivre l'effort de recherche vers un mécanisme moléculaire.